# Knights and Bikes
Knights and Bikes (с англ. — «Рыцари и велосипеды») — инди-игра жанра приключенческий боевик, изданная Double Fine Productions 27 августа 2019 года для персональных компьютеров и PlayStaion 4, а также 6 февраля 2020 года для Nintendo Switch. Её созданием занимались бывшие сотрудники Media Molecule — Рекс Кроул и Му Юй. Игрок управляет двумя девочками — Нессой и Демельцей, которые решают отправиться в вымышленное приключение в поисках сокровищ. Фантазии девочек является частью игрового процесса, где они должны сражаться с вымышленными врагами, преодолевать препятствия и искать предметы.
Работая над игрой, Кроул и Юй обращались к чувству ностальгии, в частности Кроул сам провёл своё детство в 80-е годы, на ферме в Корнуолле, где сам, имея ограниченный доступ к телевизору, проводил свободное время, катаясь на велосипеде. Команда при создании, также вдохновлялась фильмом «Балбесы» 1985 года о банде подростков, а также игрой EarthBound.
Оценки Knights and Bikes можно охарактеризовать в целом, как положительные. Средняя оценка в зависимости от платформы варьируется от 79 до 82 баллов из 100 возможных. Критики в основном похвалили игру за её оригинальный художественный стиль, антураж 1980-х годов, взывающей к ностальгии. Некоторые рецензенты раскритиковали игровой процесс и указали на ряд частных недостатков.

## Игровой процесс
Согласно сюжету, происходящему в 1980-е годы, на вымышленный британский остров Пенфурза прибывает девочка по имени Несса, которую судьба связывает с Демельцей, живущей с заботливым отцом, но страдающим от финансовых проблем. Похоже, ему придётся продать свою землю, а вместе с ней — поле для мини-гольфа, выполненное в рыцарской тематике. Несса и Пенфуза дружатся и решают отправиться в вымышленные приключения в поисках загадочной книги, карты сокровищ и самого сокровища. Девочек также сопровождает гусь, который в вымышленном приключении выполняет роль доблестного союзника и проявляя также навыки охоты на собак. По мере прохождения игры, дружба девочек укрепляется только сильнее, также игрок узнаёт больше об истории острова. Также в игре присутствует множество отсылок к поп-культуре того времени.
Сами вымышленные приключения девочек — это часть игрового процесса. Каждая девочка условно наделена определёнными способностями, а игрок может переключать между ними управление. Игра также поддерживает кооперативный и PvP режим для двух игроков. В этом случае у каждой из героинь есть шкала энергии. Демельца может бить ботинками «врагов», пинать предметы и разбрызгивать воду в лужах, а Несса может метать летающий диск один или несколько раз. Однако если головоломка требует нахождения героинь в разных локациях, то неуправляемый персонаж будет управляться искусственным интеллектом. Остров Пенфурза представлен, как таинственная земля, полная чудес и опасностей. Плод фантазий девочек представлен в виде белых контуров с демонстрацией того, как героини видят реальные объекты, превращая обычные кусты в пещеру, гору металлолома в драконов, лужи грязи в смертоносные болота и так далее. Собранные предметы и наклейки по пути используются, как валюта, которую можно обменять на элементы, меняющие внешний вид транспортных средств девочек. В игре условно девочки должны сражаться со врагами, решать головоломки и открывать доступ к новым уровням и перемещаться между локациями на велосипедах и со временем улучшать скорость транспорта. Героини также могут соревноваться между собой по скорости собирания «сокровищ».

## Разработка и выход
Разработкой игры занималась независимая британская студия разработчиков видео-игр Foam Sword, в состав которой входят программист Му Юй и дизайнер Рекс Краул, известный работой над дизайном игры Tearaway 2013 года выпуска. Сами Му Юй и Рекс Краул познакомились, когда принимали участие в разработки игры LittleBigPlanet в составе команды Media Molecule. После того, как они покинули компанию, то продолжали общаться и пришли к идее объединить силы, чтобы создать новую приключенческую игру, так в конечном счёте и развилась идея создания игры Knights and Bikes. Разработчики исходили из идеи «передать детскую энергию», а также «размыть реальность между воображением». Сама анимация для достижения данной цели также была создана довольно стилизованной. Игра создавалась с использованием игрового движка Unity.
Во время разработки, разработчики сильно опирались на чувство ностальгии, заметив, что их детство тоже прошло в 1980-е года. Юй заметил, что «По сути мы составляли сюжет, думая о своём детстве, опираясь на истории или реальные культурные точки соприкосновения… Мы пытаемся вспомнить [детство] таким, каким оно было, но смотрим на него с той точки зрения, которая у нас есть сегодня». Например Краул вдохновлялся сюжетом фильма «Балбесы» 1985 года о банде подростков, а также игрой «EarthBound», заметив, что история в Knights and Bikes представляет собой что-то промежуточное между ними, в частности совмещает идею жизни в сельской местности и классические приключенческие истории из 80-х годов. Также в игре имеется множество культурных отсылок, например к старым играм от Super Nintendo. При этом Кроул заметил, что стремился реалистично изобразить 1980-е годы, указав, что многие представляют данное десятилетие в «неоновых образах» в рамках ретроспективы. Клоул заметил, что его окружение детства скорее напоминало эпоху 1950-х и 1960-х годов. Это также отражено и в повествовании игры, где также показано столкновение поколений, точнее героинь со старейшинами города, воплощающих ещё более старшею эпоху. В сюжете также отражены культурные явления той эпохи.

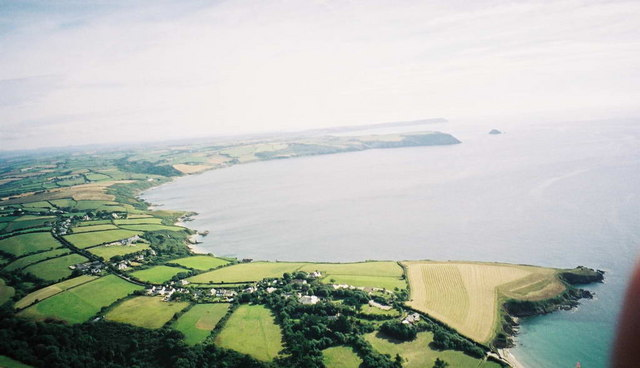
Остров Панфурзи создавался по образу английского графства Корнуолла, где вырос один из разработчиков

В раннем прототипе игры речь шла о целой группе детей, которыми надо было управлять, однако в попытке усмирить данную толпу, полученный игровой процесс сводился к попытке усмирить их и организовать группу, что противоречило идее игры. К тому же в дети в данной группе воплощали разные стереотипы: спортсмены, ботаники и так далее. В итоге количество детей были решено сократить до двух и подробно прописать их личностные характеры. Сами героини воплощают в себе эпоху 80-х, однако в их времени, они являются носительницами прогрессивной культуры и ценностей, встречая непонимание со стороны старейшин посёлка. Юй признался, что Демельца и Несса — это фактически личная история разработчиков, как будто они создавали сюжет про себя, по этой же причине девочки увлекаются в целом вещами, которые было принято считать типично мальчишескими. Тем не менее решение сделать героев девочками разработчики объяснили желанием сделать очередной шаг в достижении полового равенства в игровой индустрии, где подавляющая масса игровых персонажей являются мужчинами. Хотя разработчики и признались, что шли на рискованный шаг, однако это делали саму историю более необычной и от того ещё более интересной. Так как если бы героями были мальчики, это сделало бы историю слишком банальной и в итоге её не расширили до нескольких романов, а также не заинтересовались на его основе сделать сериал.
Хотя действие игры происходит в вымышленном острове Панфурзи, он создавался по образу Корнуолла, где Кроул вырос на ферме. А многие локации в игре похожи на места, которые разработчик видел в детстве: «маленький рыбацкий городок, густые леса, давно заброшенные виадуки и старые руины». Разработчик заметил, что у него был ограниченный доступ к телевизору, но он мог кататься на велосипеде, чувствуя себя независимым и «играя с воображением» и в итоге перенося данное чувство в Knights and Bikes. Решение добавить кооперативный режим, Кроул также объяснил ностальгией, когда мог собираться с друзьями и играть в компьютерные игры. Сам игровой процесс во многом завязан на фантазиях героинь, которые являются функциональной частью игрового процесса. Героини борются с вымышленными врагами с помощью вымышленных способностей, при этом с течением данные способности становятся всё более странными, отражая идею того, как дети, увлекаясь во время игры, склонны «всё больше отрываться от реальности».

## Анонс и выход
О Создании игры стало известно ещё в начале 2016 года после того, как разработчики организовали краудфандинговую компанию в начале 2016 года. Новость привлекла к себе внимание и за счёт того, что разработчики Foam Sword играли раннее ключевую роль в создании таких игр, как LittleBigPlanet и Ratchet & Clank. Тогда же разработчики продемонстрировали игровой трейлер. Игра была затем продемонстрирована два раза на выставках E3 2017 и E3 2018. При этом редакция Polygon ещё тогда заметила в концепт-артах характерный стиль Media Molecule.
Выход игры состоялся 27 августа 2019 года на персональные компьютеры Windows, Mac и Linux и игровые приставки PlayStation 4. А также 6 февраля 2020 года на портативные устройства Nintendo Switch. В день выхода, также был выпущен трейлер, в сопровождении рок-песни The state51 Conspiracy, написанной Дэниелом Пембертоном.

## Критика
| Сводный рейтинг    | Сводный рейтинг                          |
| Агрегатор          | Оценка                                   |
| ------------------ | ---------------------------------------- |
| GameRankings       | 78,47 %                                  |
| Metacritic         | 79/100 (ПК) 79/100 (PS4) 82/100 (Switch) |
| Иноязычные издания |                                          |
| Издание            | Оценка                                   |
| Edge               | 7/10                                     |
| Game Informer      | 8/10                                     |
| GameSpot           | 8/10                                     |
| Hardcore Gamer     | [ 23 ]                                   |
| PC Gamer (US)      | 78 %                                     |

Оценки Knights and Bikes можно охарактеризовать в целом, как положительные. Средняя оценка в зависимости от платформы варьируется от 79 до 82 баллов из 100 возможных.
Knights and Bikes была номинирована на звание лучшей инди-игры на вручении Golden Joystick Awards 2019 и получила приз «Оригинальная игра для семьи» на вручении NAVGTR Awards. Игра также была номинирована в звании «культурной инновации Мэтью Крампа» на вручении SXSW Gaming Awards и выиграла премию в категории «Превосходство в визуальном искусстве» на мероприятии Independent Games Festival, где ещё была номинирована в категории «Превосходная музыка». Вдобавок, игра была номинирована в категории «Лучший дебют» наряду с Foam Sword Games на мероприятии Game Developers Choice Awards, а также в категории «Лучший звуковой дизайн в инди-игре» на 18 вручении G.A.N.G. Awards. Игра была ещё номинирована, как «Художественное достижение», «Британская игра», «Дебютная игра» и «Семья» на 16 церемонии вручения BAFTA.
Критик сайта GameSrew оставил высшею оценку игре, заметив, что «„Knights and Bikes“ уникальна в своём роде. Нарисованные от руки персонажи очаровательны и забавны, Демельцы и Нессы приятные и забавные на слух. Мир, созданный ребятами из Foam Swords одновременно волнующий и грустный по своей сути. Повествование, охватывающее причудливые темы будет доводить игрока до грани слёз или безудержного смеха». Критик также заметил, что Knights and Bikes идеально подойдёт для игры с другом. «Всё, от его персонажей и повествования, до его художественного стиля и звукового дизайна — абсолютный восторг». Критик признался, что ещё не скоро забудет время, проведённое в игре. Обозреватель сайта GameSpot заметил, что в Knights and Bikes имеет одинаковое творческое дыхание с такими играми, как LittleBigPlanet и Tear Away, учитывая, что их создали одни и те же разработчики. «Во всех трёх играх есть что-то вроде наивного, опасного и хаотичного путешествия, от которых трудно устоять. „Knights & Bikes“ — это удивительно тёплое и беззаботное переживание, которое заставит вас снова почувствовать молодым». Рецензент сайта Eurogamer Italy заметил, что Knights and Bikes — это классическое совместное приключение, дизайн игровых уровней продуман и будет понятен каждому, а само исполнение в целом великолепно. Помимо детских предпосылок и некоторыми проблемами в продвижении, этой игре удаётся рассказать хорошую, подлинную историю, «как будто вы посмотрели хороший фильм из 1980-х годов». Критик сайт The Digital Fix заметил, что у «не может ничего сказать, кроме хороших слов об игре, а именно, что у неё отличная история, презентация, красивый визуальный стиль, отличная музыка на протяжении очень короткого, но приятного прохождения. Если вам нравятся простые, но занимательные игры, но вам обязательно понравится „Knights and Bikes“, как и мне».
Некоторые критики оставили смешанные оценки об игре. Например представитель сайта Hardcore Gamer заметил, что Knights & Bikes предлагает достаточно проходную сюжетно-ориентированную историю, впечатление о которой портит художественный стиль и слишком минималистский дизайн персонажей. При этом сама игра страдает от неумело созданного игрового процесса, простой боевой системы в котором прослеживается постоянные повторения. Сама игра сводится к победе над очередными врагами и перемещению из точки а в точку Б. Критик журнала Edge заметил, что во время игры его часто нагоняла скука, в тот момент, когда игровой мир кажется слишком большим, а пункт назначения — слишком далёкий, «ну разве это то, что значит быть ребёнком»?.

### Влияние
По мотивам игры была выпущена серия одноимённых молодёжных романов, написанных на английской языке автором Габриэллей Кент и иллюстрированных Рексом Кроулом и Люком Ньюэллом. Выпуск первого тома состоялся в августе 2018 года, ещё до выхода самой игры. Годом позже вышло продолжение романа — Knights and Bikes: Rebel Bicycle Club.
Также в сентябре 2019 года британская анимационная студия Tiger Aspect Productions заключила контракт с разработчиками Foam Sword и издательством Double Fine для создания анимационного сериала, предназначенного для детей от 6 до 12 лет.